# 大和勝
大和 勝（やまと まさる、1910年1月10日 - 没年不明）は、日本の経営者。

## 経歴
福岡県宗像市。1934年に桐生高等工業学校応用学科を卒業し、同年に大連市の満洲石油に入社。1947年の引き揚げに伴い、同年5月に出光興産に入社。1956年3月に取締役に就任し、常務、専務を経て、1970年10月に副社長に就任し、1977年4月には社長に昇格した。1981年4月から会長を務め、1993年から1998年までに取締役相談役を務めた。